# Глен Типтън
Глен Раймонд Типтън(на английски: Glenn Tipton) е английски китарист, сред соловите китаристи на английската хевиметъл група „Джудас Прийст“.
Роден е в Блекхийт, Англия на 25 октомври 1947 г.
Започва да свири на китара на 19-годишна възраст, дотогава е пианист в групапа на своя брат. Първата му банда се разпада през 1974 година и от 1976 е в „Джудас Прийст“. Участва в написването на две от песните в албума: „Sad wings of Destiny“ – Tyrant и Dreamer Deceiver. Въпреки че последната е написана от предишния вокалист на Джудас Ал Аткинс, Типтън има основна роля за инструментала на песента.
Китаристът е основен текстописец на легендарната група, заедно с Роб Халфорд.
Първата му китара е открадната по време на турне.
През 2018 година китаристът признава, че е страдал от неразположения през последните десет години, но едва през 2014 е диагностициран с болест на Паркинсон. „Отдавна знаех, че нещо не е наред с моята координация и гъвкавост по отношение на свиренето ми, но аз работех и се борих с болестта. Имам добри и лоши дни, но болестта е дегенеративна и никога не бих искал да компрометирам най-великата хевиметъл група“.
По този повод Типтън отказва да вземе участие в турнето Firepower Tour на групата през същата година. Главният му мотив е да не дискредитира представянето ѝ. Изключително лоялен и предан на работата, приятелите и колегите си. Останалите членове поддържат постоянна връзка с него от всяка точка, в която групата има концерт. Основана е фондация на негово име, средствата от която да се използват за лечението му.
За събирането на средства, членовете на групата пускат специална тениска – на предната страна с образа на китариста, а на обратната с надпис: „No Surrender“.
„Както вероятно вече знаете, аз трябваше да се откажа от участието си в предстоящото турне на Джудас, поради здравословни проблеми. Аз все още ще участвам в някои концерти, ще се присъединя към момчетата за някои от песните и ще продължа да свиря дотогава, докато със състоянието си не започна да компрометирам групата. Така че, докато мога да се движа на сцената – ще бъда там. Реакцията на публиката е невероятна, сгряваща и изключително емоционална.
Все още съм способен да участвам в създаването и записа на нови парчета. Надявам се на новите лекарства и напредъка на медицината, но кой знае какво ще донесе бъдещето. Едно е сигурно – аз оставам в Джудас!“, заявява Типтън в едно от интервютата си пред „Rolling Stone“
Преди това е бил член на групата The Flying Hat Band.
През 1997 г. Типтън издава своя първи солов албум Baptizm of Fire и по-късно, през 2006 г., Edge of the World.